# جرج اتین کقتیه
جرج اتین کقتیه (انگلیسی: George-Étienne Cartier; ۶ سپتامبر ۱۸۱۴ – ۲۰ مهٔ ۱۸۷۳) وکیل، دولتمرد و یکی از معماران کنفدراسیون کانادایی بود. او در شهر کبک به دنیا آمد و در دانشگاه لاوال در رشته حقوق تحصیل کرد. او در سال ۱۸۴۸ به عضویت مجلس قانونگذاری استان کانادا انتخاب شد و به یکی از چهره‌های برجسته حزب بلو تبدیل شد. در سال ۱۸۵۸، او به تشکیل حزب اتحاد کمک کرد، که هدف آن متحد کردن منافع فرانسوی-کانادایی و انگلیسی-کانادایی بود.
جرج اتین کقتیه نقش کلیدی در مذاکراتی که منجر به تشکیل سلطه کانادا در سال ۱۸۶۷ شد، ایفا کرد. او نماینده هر سه کنفرانسی بود که به کنفدراسیون منتهی شد و در تأمین حمایت کبک از کشور جدید نقش اساسی داشت.
جرج اتین کقتیه به عنوان اولین فرماندار کبک و بعداً به عنوان وزیر شبه نظامی و دفاع در دولت فدرال خدمت کرد. او یک مدافع قوی برای حقوق فرانسوی-کانادایی‌ها و برای حفظ هویت فرهنگی متمایز آنها در یک کانادا متحد بود.
امروزه جرج اتین کقتیه به‌طور گسترده به عنوان یکی از پدران کنفدراسیون و یک چهره کلیدی در شکل‌گیری کانادا مدرن شناخته می‌شود. مجسمه او به‌طور برجسته در تپه پارلمان در اتاوا قرار دارد و یادبود او بر روی تمبرهای پستی و اسکناس‌ها به یادگار مانده‌است.